# Koivukari (ö i Egentliga Finland, Nystadsregionen, lat 60,66, long 21,37)
Koivukari är en ö i Finland. Den ligger i Skärgårdshavet och i kommunen Nystad i den ekonomiska regionen  Nystadsregionen i landskapet Egentliga Finland, i den sydvästra delen av landet. Ön ligger omkring 52 kilometer väster om Åbo och omkring 200 kilometer väster om Helsingfors.
Öns area är 2 hektar och dess största längd är 280 meter i sydöst-nordvästlig riktning. I omgivningarna runt Koivukari växer i huvudsak barrskog.